# Алнвік
Алнвік (англ. Alnwick) — парафія в Канаді, у провінції Нью-Брансвік, у складі графства Нортамберленд.

## Населення
За даними перепису 2016 року, парафія нараховувала 3640 осіб, показавши скорочення на 3,5%, порівняно з 2011-м роком. Середня густина населення становила 5,4 осіб/км².
З офіційних мов обидвома одночасно володіли 2 030 жителів, тільки англійською — 680, тільки французькою — 900. Усього 20 осіб вважали рідною мовою не одну з офіційних.
Працездатне населення становило 55,1% усього населення, рівень безробіття — 29,9% (37,6% серед чоловіків та 21% серед жінок). 90,6% осіб були найманими працівниками, а 6,8% — самозайнятими.
Середній дохід на особу становив $31 765 (медіана $25 657), при цьому для чоловіків — $37 934, а для жінок $25 599 (медіани — $31 211 та $20 672 відповідно).
23,5% мешканців мали закінчену шкільну освіту, не мали закінченої шкільної освіти — 44,8%, 31,7% мали післяшкільну освіту, з яких 15,3% мали диплом бакалавра, або вищий.
| Статево-вікова структура населення | Статево-вікова структура населення | Статево-вікова структура населення | Статево-вікова структура населення | Статево-вікова структура населення |
| ---------------------------------- | ---------------------------------- | ---------------------------------- | ---------------------------------- | ---------------------------------- |
|                                    |                                    |                                    |                                    |                                    |
| Всього                             | Всього                             | 50,1%49,9%                         |                                    |                                    |
| 0 — 14 років                       | 0 — 14 років                       |                                    | 11,5%                              | 11,5%                              |
| 15 — 64 років                      | 15 — 64 років                      |                                    | 65,2%                              | 65,2%                              |
| 65 і більше                        | 65 і більше                        |                                    | 23,3%                              | 23,3%                              |
| 85 і більше                        | 85 і більше                        |                                    | 2,5%                               | 2,5%                               |
| 100 і більше                       | 100 і більше                       |                                    | 0,1%                               | 0,1%                               |
| Середній вік (років)               | Середній вік (років)               | 46,648,2                           | 47,4                               | 47,4                               |
| Медіана (років)                    | Медіана (років)                    | 50,551,8                           | 51,2                               | 51,2                               |
| — чоловіки — жінки                 |                                    |                                    |                                    |                                    |

| Походження мешканців:     | Походження мешканців:     | Походження мешканців: | Походження мешканців: | Походження мешканців: |
| ------------------------- | ------------------------- | --------------------- | --------------------- | --------------------- |
| Походження                |                           |                       | осіб                  | %                     |
| Корінні американці        | Корінні американці        |                       | 240                   | 6.65%                 |
| Інше північноамериканське | Інше північноамериканське |                       | 2 705                 | 74.93%                |
| Європейське               | Європейське               |                       | 1 570                 | 43.49%                |
| британське                | британське                |                       | 690                   | 19.11%                |
| французьке                | французьке                |                       | 1 015                 | 28.12%                |
| Карибське                 | Карибське                 |                       | 10                    | 0.28%                 |
| Азійське                  | Азійське                  |                       | 15                    | 0.42%                 |

| Зайнятість населення за галузями (за класифікацією NOC): | Зайнятість населення за галузями (за класифікацією NOC): | Зайнятість населення за галузями (за класифікацією NOC): | Зайнятість населення за галузями (за класифікацією NOC): | Зайнятість населення за галузями (за класифікацією NOC): |
| -------------------------------------------------------- | -------------------------------------------------------- | -------------------------------------------------------- | -------------------------------------------------------- | -------------------------------------------------------- |
|                                                          |                                                          |                                                          |                                                          |                                                          |
| Управління                                               | Управління                                               |                                                          | 2,9%                                                     | 2,9%                                                     |
| Бізнес, фінанси та адміністрування                       | Бізнес, фінанси та адміністрування                       |                                                          | 9,6%                                                     | 9,6%                                                     |
| Природничі та прикладні науки                            | Природничі та прикладні науки                            |                                                          | 1,2%                                                     | 1,2%                                                     |
| Охорона здоров'я                                         | Охорона здоров'я                                         |                                                          | 4,4%                                                     | 4,4%                                                     |
| Освіта, правозахист, муніципальні та урядові служби      | Освіта, правозахист, муніципальні та урядові служби      |                                                          | 8,8%                                                     | 8,8%                                                     |
| Мистецтво, культура, відпочинок та спорт                 | Мистецтво, культура, відпочинок та спорт                 |                                                          | 2%                                                       | 2%                                                       |
| Роздрібна торгівля та послуги                            | Роздрібна торгівля та послуги                            |                                                          | 21,3%                                                    | 21,3%                                                    |
| Гуртова торгівля, транспорт та обладнання                | Гуртова торгівля, транспорт та обладнання                |                                                          | 24,6%                                                    | 24,6%                                                    |
| Природні ресурси, сільське господарство                  | Природні ресурси, сільське господарство                  |                                                          | 11,7%                                                    | 11,7%                                                    |
| Виробництво                                              | Виробництво                                              |                                                          | 13,5%                                                    | 13,5%                                                    |

## Клімат
Середня річна температура становить 4,4°C, середня максимальна – 22,4°C, а середня мінімальна – -16,3°C. Середня річна кількість опадів – 1 129 мм.
| Клімат поселення                              | Клімат поселення | Клімат поселення | Клімат поселення | Клімат поселення | Клімат поселення | Клімат поселення | Клімат поселення | Клімат поселення | Клімат поселення | Клімат поселення | Клімат поселення | Клімат поселення | Клімат поселення |
| Показник                                      | Січ.             | Лют.             | Бер.             | Квіт.            | Трав.            | Черв.            | Лип.             | Серп.            | Вер.             | Жовт.            | Лист.            | Груд.            |                  |
| Середній максимум, °C                         | −4               | −2,78            | 2,24             | 8,18             | 14,92            | 20,64            | 22,44            | 21,83            | 16,76            | 10,86            | 4,90             | −2,59            |                  |
| Середня температура, °C                       | −10,12           | −8,91            | −3,9             | 2,02             | 8,79             | 14,50            | 18,49            | 17,88            | 12,80            | 6,90             | 0,91             | −6,59            |                  |
| Середній мінімум, °C                          | −16,26           | −15,04           | −10,05           | −4,11            | 2,64             | 8,35             | 14,51            | 13,88            | 8,83             | 2,92             | −3,04            | −10,53           |                  |
| Норма опадів, мм                              | 104              | 76               | 96               | 87               | 93               | 83               | 99               | 92               | 79               | 101              | 104              | 115              |                  |
| Середньомісячна швидкість вітру, м/с          | 4.68             | 4.52             | 4.58             | 4.39             | 4.07             | 3.66             | 3.32             | 3.34             | 3.66             | 4.14             | 4.38             | 4.67             |                  |
| Середньомісячна сонячна радіація, кДж/м²·день | 5111             | 8585             | 12314            | 15426            | 18263            | 20265            | 19784            | 17268            | 12841            | 7942             | 4711             | 3860             |                  |
| --------------------------------------------- | ---------------- | ---------------- | ---------------- | ---------------- | ---------------- | ---------------- | ---------------- | ---------------- | ---------------- | ---------------- | ---------------- | ---------------- | ---------------- |
| Джерело:                                      |                  |                  |                  |                  |                  |                  |                  |                  |                  |                  |                  |                  |                  |